# Rigoberto Salgado Vázquez
Rigoberto Salgado Vázquez (Ciudad de México; 20 de noviembre de 1969) es un político mexicano, militante, fundador del Movimiento de Regeneración Nacional (Morena). Anteriormente militó en las filas del Partido de la Revolución Democrática, al cual renunció por: "Abandonar sus principios de izquierda" y convertirse, en: "Un instituto político que está del lado de la élite y no de las causas del pueblo".
Nació el 20 de noviembre de 1969 en la Ciudad de México. Es Maestro en derecho y posee varios diplomados en Administración Pública.
En su experiencia en la administración pública encontramos que fue Director de Fomento Económico, Director de Seguridad Pública, Director General de Desarrollo Social y Director General de Servicios Urbanos en la delegación Tláhuac.
Fue diputado federal en la LXI Legislatura del Congreso de la Unión de México. En las elecciones del 7 de junio de 2015 fue elegido jefe delegacional en Tláhuac, abanderado por el Movimiento de Regeneración Nacional. Fue el Jefe delegacional en Tláhuac, del 1 de octubre de 2015 a 2018. Fue acusado de haber mantenido vínculos con el extinto dirigente de organización delictiva que opera en Tláhuac, Felipe de Jesús Pérez, “El Ojos”; por lo que en Agosto de 2017, la Comisión Jurisdiccional de la Asamblea Legislativa de la Ciudad de México inició un proceso de destitución en su contra que quedó en el olvido tras el terremoto de Septiembre de 2017 en la ciudad de México.
Fue Diputado Local por Tláhuac en la I Legislatura del Congreso de la Ciudad de México. impulso con una iniciativa la creación de la ciclovía del eje 10, el registro de los humedales de Tláhuac como sitio RAMSAR, la declaración de la zona lacustre de Tláhuac como patrimonio biocultural, así como actividades de reforestación
Fue Secretario de Inclusión y Bienestar Social del Gobierno de la Ciudad de México de enero de 2023 a enero de 2024 